# Чёрная Грязь (Московская область)
Чёрная Грязь — деревня  в Московской области России. Входит в городской округ Химки. 
Население — 179 чел. (2010).

## География
Деревня расположена на севере Московской области, в северо-западной части округа, на Ленинградском шоссе, примерно в 13 км к северо-западу от центра города Химки и в 31 километре к юго-востоку от центра города Солнечногорска и 13 километрах от Московской кольцевой автодороги. В трёх километрах к югу — линия главного хода Октябрьской железной дороги.
В деревне 10 улиц — Больничный тупик, Карьер, Ново-Ленинградская, Парковая, Промышленная, Спортивная, Сходненская, Сходненское шоссе, Торгово-Промышленная и Удачное.
Связана автобусным сообщением с городами Клином, Москвой и Солнечногорском (маршруты № 45, 350, 437, 440). Ближайшие сельские населённые пункты — деревни Елино, Пикино и посёлок Подсобное хозяйство санатория им. Артёма, ближайшая железнодорожная станция — Сходня.

## Население
| 1852 | 1859 | 1899 | 1932 | 1998 | 2002 | 2010 |
| ---- | ---- | ---- | ---- | ---- | ---- | ---- |
| 125  | ↗193 | ↗228 | ↘200 | ↘118 | ↘108 | ↗179 |

## История

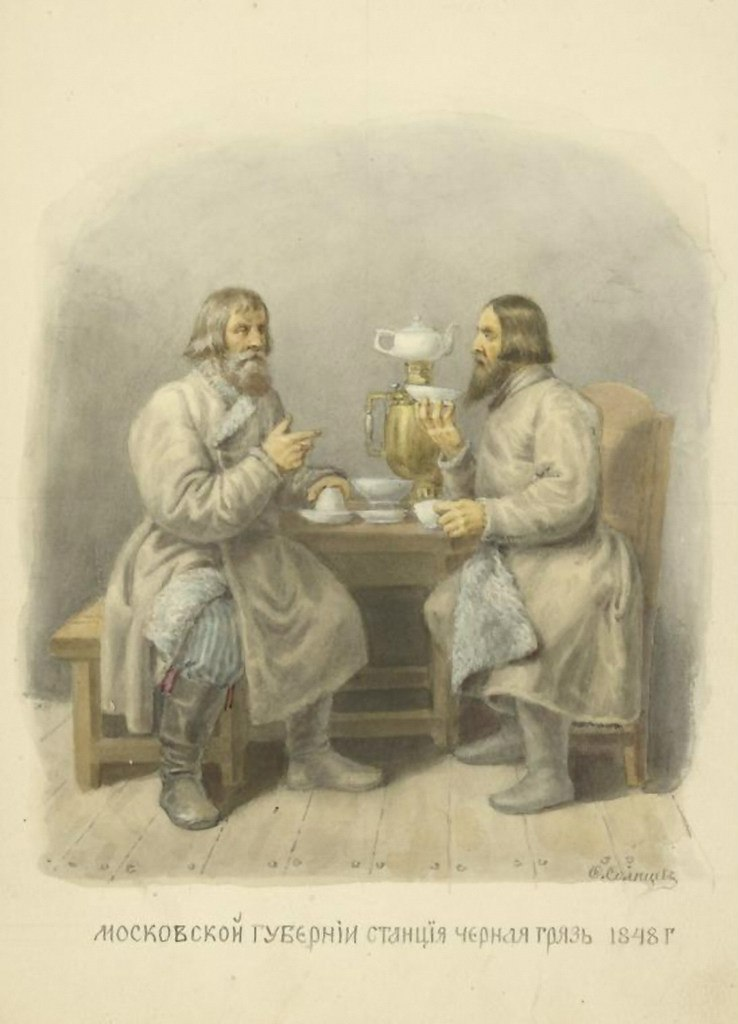
Фёдор Солнцев. Станция Чёрная Грязь. 1848 год

Деревня Чёрная Грязь впервые упоминается в записках посла Священной Римской империи Сигизмунда фон Герберштейна, проезжавшего через неё в 1517 году.
В 1776 году здесь был построен путевой дворец и открыта почтовая станция, в XIX веке ставшая одной из крупнейших на Петербургском шоссе — здесь держали до 150 лошадей; вдоль дороги располагались дворы ямщиков.
Почтовая станция увековечена в названии последней главы «Путешествия из Петербурга в Москву» Александра Радищева. 
В 1812 году Яковлев, Иван Алексеевич, несущий письмо от Наполеона к Александру I встретился с лояльными последнему отрядами и в дальнейшем отправился в Санкт-Петербург. 
По обычаю, именно здесь провожающие отъезжающих в Петербург поворачивали обратно в Москву. На станции неоднократно останавливались А. С. Пушкин, М.Ю. Лермонтов, Н. В. Гоголь. В октябре 1839 года В. П. Боткиным, Н. Х. Кетчером и М. Н. Катковым здесь были устроены проводы уезжавшего за границу В. Г. Белинского.
В 1847 году в Чёрной Грязи, по иронии судьбы, там же, где был задержан его отец Яковлев И.А., провожали навсегда покидавшего Россию А. И. Герцена.
Во время эпидемии 1830 года холерной заставой близ Чёрной Грязи командовал поэт Денис Давыдов.
Н. И. Тургенев, быв у Н. М. Карамзина и говоря о свободе, сказал: «Мы на первой станции к ней». — «Да, — подхватил молодой Пушкин, — в Чёрной Грязи».
После отмены крепостного права путевой дворец был переоборудован в земскую Черногряжскую больницу. Также существовала Черногряжская земская богадельня.
В окрестностях деревни охотился В. И. Ленин[значимость факта?].
7 декабря 1941 года в районе деревни происходило наступление советских войск. В 1941 году здание почтовой станции было частично разрушено авиабомбой, после войны оно было восстановлено, и в нём вновь разместилась больница.
В 1960—1963, 1965—1994 гг. — административный центр Искровского сельсовета Солнечногорского района.
В 1963—1965 гг. — административный центр Искровского сельсовета Солнечногорского укрупнённого сельского района.
В 1994—1999 гг. деревня являлась административным центром Искровского сельского округа Солнечногорского района, с 1999 до 2004 гг. входила в тот же сельский округ.
В 2005—2019 годах деревня входила в Лунёвское сельское поселение Солнечногорского муниципального района, в 2019—2022 годах  — в состав городского округа Солнечногорск, с 1 января 2023 года включена в состав городского округа Химки.

## Примечательные здания и сооружения
- памятник архитектуры (федеральный), здание почтовой станции — главный корпус земской больницы, нежилое двухэтажное здание 2-й половины XVIII века —  Объект культурного наследия № 5010511001№ 5010511001.